# Maricopa County
Maricopa County er et amt i Arizona, USA.